# Валле (кантон)
Валле (фр. Vallet) — кантон во Франции, находится в регионе Пеи-де-ла-Луар, департамент Атлантическая Луара. Входит в состав округа Нант.

## История
До 2015 года в состав кантона входили коммуны Валле, Ла-Регрипьер, Ла-Шапель-Элен, Ле-Палле и Музийон.
В результате реформы 2015 года состав кантон изменился: в него вошли коммуны упразднённого кантона Ле-Лору-Ботро.
С 1 января 2016 года состав кантона снова изменился: коммуны Барбеша и Ла-Шапель-Бас-Мер образовали новую коммуну Диват-сюр-Луар.

## Состав кантона с 1 января 2016 года
В состав кантона входят коммуны (население по данным Национального института статистики за 2019 г.):
- Валле (9 460 чел.)
- Диват-сюр-Луар (6 975 чел.)
- Ла-Буасьер-дю-Доре (1 054 чел.)
- Ла-Регрипьер (1 525 чел.)
- Ла-Ремодьер (1 290 чел.)
- Ла-Шапель-Элен (3 357 чел.)
- Ле-Ландро (3 083 чел.)
- Ле-Лору-Ботро (8 397 чел.)
- Ле-Палле (3 257 чел.)
- Музийон (2 865 чел.)
- Сен-Жюльен-де-Консель (7 392 чел.)

## Политика
На президентских выборах 2022 г. жители кантона отдали в 1-м туре Эмманюэлю Макрону 34,8 % голосов против 19,8 % у Марин Ле Пен и 19,2 % у Жана-Люка Меланшона; во 2-м туре в кантоне победил Макрон, получивший 67,9 % голосов. (2017 год. 1 тур: Эмманюэль Макрон – 27,2 %, Франсуа Фийон – 20,7 %, Жан-Люк Меланшон – 19,4 %, Марин Ле Пен – 16,7 %; 2 тур: Макрон – 74,2 %. 2012 год. 1 тур: Николя Саркози — 28,8 %, Франсуа Олланд — 25,7 %, Марин Ле Пен — 14,1 %; 2 тур: Саркози — 50,9 %).
С 2021 года кантон в Совете департамента Атлантическая Луара представляют бывший член совета коммуны Валле Шарлотта Люкьо (Charlotte Luquiau) (Разные правые) и член совета коммуны Сен-Жюльен-де-Консель Жан-Пьер Марше (Jean-Pierre Marchais) (Республиканцы).
|                | Кандидаты                     | Партия                   | Первый тур | Первый тур     | Второй тур | Второй тур |
| Кол-во голосов | Кандидаты                     | Партия                   | % голосов  | Кол-во голосов | % голосов  |            |
| -------------- | ----------------------------- | ------------------------ | ---------- | -------------- | ---------- | ---------- |
|                | Шарлотта Люкьо Жан-Пьер Марше | Правый блок              | 4 655      | 45,70          | 5 479      | 53,18      |
|                | Аурелия Мерьо Жан Тёрнье      | Разные левые             | 4 341      | 42,62          | 4 824      | 46,82      |
|                | Патрик Кузнецоф Николь Жарни  | Национальное объединение | 1 189      | 11,67          |            |            |

|                | Кандидаты                  | Партия                  | Первый тур | Первый тур     | Второй тур | Второй тур |
| Кол-во голосов | Кандидаты                  | Партия                  | % голосов  | Кол-во голосов | % голосов  |            |
| -------------- | -------------------------- | ----------------------- | ---------- | -------------- | ---------- | ---------- |
|                | Пьер Бертен Шарлотта Люкьо | Правый блок             | 7 131      | 43,73          | 9 057      | 62,11      |
|                | Рене Барон Режан Сеше      | Социалистическая партия | 4 084      | 25,04          | 5 526      | 37,89      |
|                | Мишель Жасак Самуэль Потье | Национальный фронт      | 3 487      | 21,38          |            |            |
|                | Орельен Ле Кор Клодин Сеш  | Левый фронт             | 1 606      | 9,85           |            |            |